# Giovanni Battista Piamarta
São Giovanni Battista Piamarta (Brescia, 1841 – 25 de abril de 1913) foi sacerdote católico da Itália, fundador da Congregação da Sagrada Família de Nazaré.
Foi beatificado em 12 de outubro de 1997 pelo Papa João Paulo II e canonizado pelo Papa Bento XVI em 21 de outubro de 2012. A sua festa litúrgica é em 26 de abril.

## Vida
Giovanni Battista Piamarta nasceu em Brescia em 26 de novembro de 1841 em uma família pobre; seu pai era barbeiro.
Piamarta perdeu a mãe aos nove anos em 1850 e passou uma temporada nas favelas da cidade. Seu avô materno ajudou-o a se manter vivo e o enviou ao Oratório de São Tomás. Sua adolescência foi difícil, mas graças à paróquia de Vallio Terme, ele entrou no seminário diocesano.
Ele foi ordenado ao sacerdócio em 23 de dezembro de 1865 antes do Natal e começou sua missão pastoral em Carzago Riviera (Bedizzole), passando suas primeiras duas décadas em intenso trabalho pastoral, e é lembrado como um sacerdote "zeloso, excelente, perfeito em tudo". Nessa época foi nomeado sacerdote (e posteriormente diretor) da paróquia de Santo Alexandre e, posteriormente, pároco de Pavone del Mella. Brescia estava em processo de industrialização e Piamarta se identificava com as dificuldades e esperanças de adolescentes desfavorecidos por conta de suas próprias vivências na rua quando criança.
Com Pietro Capetti e o Movimento Católico fundou em 3 de dezembro de 1886 o Instituto Artigianelli para a educação profissional e cristã das crianças e adolescentes mais pobres. O "Instituto do Operário" cresceu em locais de trabalho e edifícios, e uma grande quantidade de adolescentes recebeu uma adequada técnica Educação.
Em 1889, ele e Giovanni Bonsignori fundaram a Colônia Agrícola de Remedello. Como resultado, vários religiosos se reuniram em torno de Piamarta, que compartilharam os ideais e trabalhos da missão. Em março de 1900, ele fundou a Congregação da Sagrada Família de Nazaré ("Piamartinis") para continuar o trabalho de educação cristã técnica em todo o mundo. Isso incluiria Itália, Angola, Moçambique, Brasil e Chile. O trabalho de Piamarta com a editora e editora bresciana, "Queriniana", ajudou a fazer de Brescia um centro europeu de publicações católicas.

### Morte e exumação
Giovanni Battista Piamarta morreu em 25 de abril de 1913 em Remedello depois de uma vida passada a serviço de Deus e de seus semelhantes. Em 1926, seus restos mortais foram transferidos para a igreja dos operários que ele mesmo havia construído.

## Santidade

### Processo e Venerável
O processo de santificação começou na Diocese de Brescia em um processo informativo que foi encarregado de compilar documentação e evidências sobre Piamarta em termos de sua vida e de suas obras. Seus escritos também foram conferidos e receberam a aprovação de teólogos que constataram que Piamarta seguia a tradição da fé.
A causa foi aberta formalmente durante o pontificado do Papa João XXIII em 25 de março de 1963, no qual lhe foi concedido o título póstumo de Servo de Deus - a primeira fase oficial do processo.
Depois disso, um processo apostólico também foi realizado na diocese. Após a sua conclusão, os processos anteriores foram submetidos a Roma e foram validados lá a critério da Congregação dos Ritos. A postulação então submeteu a Positio aos oficiais romanos para sua própria investigação em 1983. Isso levou Papa João Paulo II a proclamar Piamarta como Venerável em 22 de março de 1986, após o reconhecimento de sua vida de virtude heróica.

### Beatificação
O processo do milagre necessário para sua beatificação foi realizado na diocese de origem e posteriormente validado em Roma para avaliação. O conselho médico que assessorou a Congregação para as Causas dos Santos aprovou o milagre em 27 de junho de 1996, enquanto teólogos colaboradores seguiram o mesmo em 6 de dezembro de 1996. O C.C.S. também expressou sua aprovação em 4 de março de 1997, levando à aprovação papal completa em 8 de abril de 1997, um mês depois.
Em 12 de outubro de 1997, a beatificação de Piamarta foi celebrada em uma festa que o Papa João Paulo II presidiu na Basílica de São Pedro.

### Canonização
O processo para o milagre necessário para a santificação de Piamarta foi realizado no local em que se originou (de 15 de junho de 2005 até 7 de fevereiro de 2006) e recebeu validação total do C.C.S. em 10 de novembro de 2006. O conselho médico concedeu a aprovação à cura em 20 de dezembro de 2007 e os teólogos também chegaram à mesma avaliação em 2 de julho de 2011. O C.C.S. também concedeu parecer favorável em 18 de outubro de 2011, que abriu um caminho para a aprovação papal em 19 de dezembro de 2011. O dito milagre de cura foi de um brasileiro de Fortaleza que estava hospitalizado.
A canonização de Piamarta foi realizada em 21 de outubro de 2012, na qual Papa Bento XVI o proclamou santo para a Igreja Católica Romana.

### Postulador
O postulador na época da canonização de Piamarta era Igor Manzillo.

### Festa
Sua festa litúrgica memorial é celebrada anualmente em 26 de abril.

### Influências
As influências religiosas de Piamarta foram: Santa Tereza D’Ávila, São Filipe Neri, Santo Isidoro de Madri e São Francisco Xavier.